# Máximo Antonio de Leprando
Máximo Antonio de Leprando o Lerprando (¿? - Plasencia, 1707) fue un compositor y maestro de capilla español.

## Vida
Se desconoce tanto el lugar de nacimiento como la fecha, así como cual fue su formación musical.
Las primeras noticias que se tienen de Leprando son de su magisterio en la Catedral de Coria. Tras la partida a Plasencia del maestro Juan Pacheco Montión de la Catedral de Coria, se volvió a llamar a Juan Clemente Caballero, que ya había ejercido el magisterio en la catedral entre 1657 y 1673. Permaneció en el cargo hasta 1685, cuando volvió a partir a Plasencia. Leprando permaneció en el magisterio de Coria entre 1685 y 1697, sucediendo a Caballero y precediendo a Francisco Silvestre en el cargo.
Tras el fallecimiento de Caballero quedó vacante el magisterio de la Catedral de Plasencia. Leprando fue llamado por el cabildo placentino y fue recibido en el cargo el 9 de marzo de 1697.
Su magisterio en Plasencia no fue fácil. Un mes después de haber accedido al cargo, el 17 de mayo hubo un altercado con los miembros de la capilla de música: los ministriles se negaron a bajar para acompañar a la capilla y los cantores ocuparon lugares diferentes de los que les correspondían en el coro. El cabildo intervino el 5 de junio:

[...] en adelante el maestro de capilla absolutamente por sí distribuya los músicos y ministriles en los coros como le pareciere que conviene al mayor servicio y obsequio del culto divino, perfección y lucimiento de los que cantaren.
Actas capitulares de la Catedral de Plasencia, 5 de junio de 1697

El problema parece que no se solucionó ya que un mes después el cabildo insistía en el asunto. Un año más tarde, el 13 de marzo, los cantores se negaron a cantar las obras elegidas por Leprando y el cabildo tuvo que intervenir de nuevo:

[...] que las obras que el maestro de capilla les repartiere ésas se hayan de cantar sin repugnancias ni oposición por parte de los músicos y que de no obedecerlo, así el Cabildo les multará o despedirá.
Actas capitulares de la Catedral de Plasencia, 13 de marzo de 1698

En septiembre de 1698 realizó un informe sobre los seises y el cabildo decidió quedarse con Pedro Muñoz y Juan Palomino, despidiendo a los demás, «y que el maestro de capilla busque seises a propósito».
Falleció en Plasencia en 1707 y no fue sucedido en el cargo hasta 1709, cuando Gabriel José García de Mendoza tomó el cargo.

## Obra
No se conservan composiciones de Leprando.